# Robert LaBonte
Robert LaBonte (ur. 1951), amerykański curler, srebrny medalista 1972.
Drużyna 20-latków pod jego przewodnictwem wygrała lokalne, stanowe oraz krajowe mistrzostwa 1972. Zespół pochodził z Grafton Curling Club w Dakocie Północnej. Na Mistrzostwach Świata Amerykanie zakwalifikowali się do fazy finałowej, półfinał zakończył się zwycięstwem 9:6 nad Niemcami (Manfred Räderer). W finale Stany Zjednoczone spotkały się z Kanadą (Orest Meleschuk), w fazie grupowej zespół z Grafton przegrał wysoko 1:11. Podczas ostatniego meczu turnieju gra była wyrównana, przed ostatnim endem LaBonte prowadził dwoma punktami. Amerykanie byli bardzo blisko wygranej, jednak, gdy Robert podskoczył ze szczęścia, przewrócił się i przesunął kamień przeciwników, wynik wyrównał się. Ostatni kamień w meczu posiadali Amerykanie, LaBonte zagrywał wybicie, które się nie powiodło, w rezultacie tytuł mistrzowski wynikiem 10:9 zdobyli Kanadyjczycy. Później sytuację zaistniałą w 10. endzie okrzyknięto klątwą LaBonte'a.
Zespół wystartował w kolejnych mistrzostwach kraju, w 1973 zajął 2. miejsce przegrywając z Charlsem Reevesem.

## Drużyna
|           | Czwarty        | Trzeci       | Drugi       | Otwierający |
| --------- | -------------- | ------------ | ----------- | ----------- |
| 1971/1972 | Robert LaBonte | Frank Aasand | John Aasand | Ray Morgan  |